# 石川ローズ
石川 ローズ（いしかわ ローズ）は、日本の漫画家。長崎県出身。

## 経歴
2012年に小学館のWEBマンガサイト、やわらかスピリッツにて『やわらかロック』でデビュー。
その後双陽社の月刊アクションにて2014年12月号から2016年2月号まで『陽の当たらない小出くん』を連載した。
2017年4月26日よりグランドジャンプPREMIUMにて『あをによし、それもよし』を連載中。

## 人物
大学では美術史専攻。世界史検定2級に落ちるほどの歴史好き。
最近ハマっていることは断捨離。

## 作品リスト
- 『やわらかロック』小学館、全1巻
  1. 2013年11月29日発売[7]、ISBN 978-4-09-185758-3
- 『陽の当たらない小出くん』 双葉社〈アクションコミックス〉、全2巻
  1. 2015年8月10日発売、ISBN 978-4-575-84661-4
  2. 2016年1月28日発売、ISBN 978-4-575-84748-2
- 『あをによし、それもよし』集英社〈ヤングジャンプコミックス 〉、既刊3巻（2020年8月19日現在）
  1. 2018年4月19日発売[8][9]、ISBN 978-4-08-891009-3　
  2. 2019年6月19日発売[10]、ISBN 978-4-08-891304-9　
  3. 2020年8月19日発売[11]、ISBN 978-4-08-891638-5